# انتخابات سراسری غنا (۲۰۱۶)

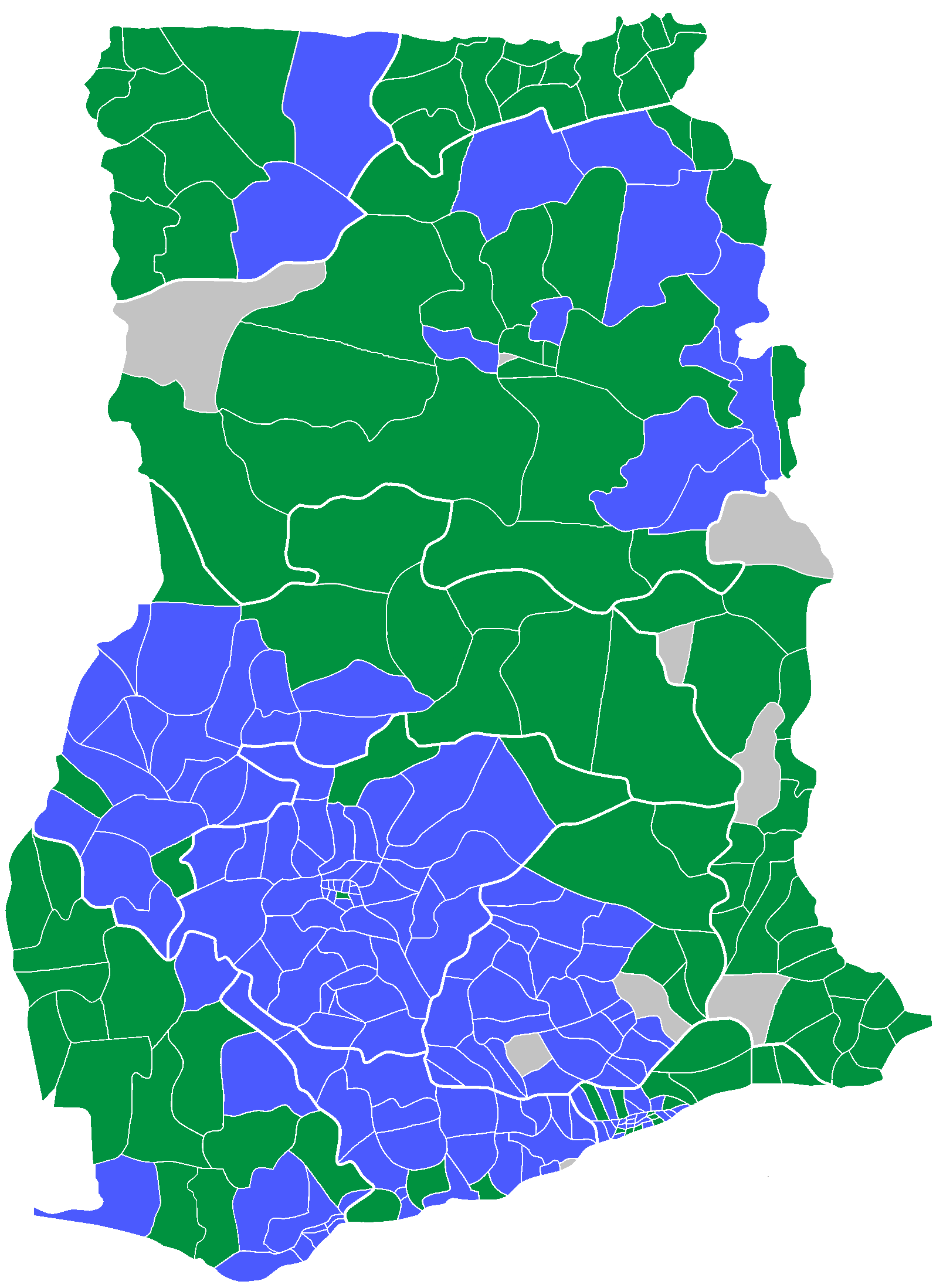
نقشه کشور غنا

انتخابات سراسری غنا در ۷ دسامبر ۲۰۱۶ برابر با ۱۷ آذر ۱۳۹۵ برای انتخاب رئیس‌جمهور و اعضای پارلمان این کشور برگزار شد. هر چند قرار بود این انتخابات در ۷ نوامبر ۲۰۱۶ برگزار شود اما پارلمان غنا با آن موافقت نکرده بود.

## روش
رئیس‌جمهور با روش دومرحله‌ای انتخاب می‌شود در حالی که ۲۷۵ نماینده پارلمان در حوزه‌های انتخابیه تک‌نماینده با روش نخست‌نفری انتخاب می‌شوند.
تنها افرادی می‌توانند در انتخابات شرکت کنند که تابعیت غنایی داشته و دستکم ۱۸ ساله باشند. نامزدهای پارلمان باید دستکم ۲۱ سال داشته باشند و ساکن حوزه‌ی انتخابیه‌ی خویش باشند یا در پنج تا ده سال گذشته در آنجا زندگی کرده باشند.

## نامزدها

### نامزدهای ریاست‌جمهوری
۱۶ نفر برای انتخابات ریاست‌جمهوری نام‌نویسی کردند. با این حال ۱۳ تن از آن‌ها به خاطر اشتباه در پر کردن فرم‌های انتخاباتی رد صلاحیت شدند. یکی از افراد رد صلاحیت شده نانا کونادو آگیمان راولینگز رئیس حزب ملی دموکراتیک بود که سابقاً بانوی اول غنا بود. گفته می‌شد که این افراد به دلایل سیاسی رد صلاحیت شده‌اند. با این حال کمیسیون انتخابات تمام اتهامات را رد کرد. پس از رد صلاحیت‌ها تنها چهار نامزد باقی ماندند.
| حزب                   | نامزد ریاست‌جمهوری           | معاون              |
| --------------------- | --------------------------- | ------------------ |
| کنگره ملی دموکراتیک   | جان درامانی ماهاما          | کواسی آمیساه آرتور |
| حزب ملی انجمن         | ایوور گرین‌استریت            | گبی انسیاه انکتیاه |
| حزب ملی‌گرای نو        | نانا آکوفو آدو              | محمدو باوومیا      |
| حزب مترقی مردم        | پا کواسی اندوم              | بریجت ادزوگبنوکو   |
| حزب ملی انجمن غنا     | ادوارد ماهاما               | امانوئل آنیدوهو    |
| حزب ملی دموکراتیک غنا | نانا کونادو آگیمان راولینگز | کوجو منساه سوسو    |
| سیاستمدار مستقل       | جاکوب اوسی یبوآه            | دانیل ویلسون تورتو |